# Мирошкино (Псковская область)
Мирошкино — деревня в Бежаницком районе Псковской области. Входит в состав сельского поселения муниципальное образование «Чихачёвская волость».
Расположена в 45 км (или в 64 км по дорогам) к северу от райцентра, посёлка Бежаницы, и в 10 км к северо-востоку от волостного центра, села Чихачёво. Названа в честь дворян, живших в той области. Эта деревня входила в состав имения Мирошкиных.

## Население
Численность населения по оценке на 2000 год составляла 18 жителей.